# Hieronim Tarnowski
Hieronim Jan hrabia Tarnowski herbu Leliwa (ur. 12 sierpnia 1884 w Krakowie, zm. 31 października 1945 tamże) – polski publicysta, działacz polityczny. 

## Życiorys
Syn Stanisława Kostki i Róży Marii Augusty hr. Branickiej h. Korczak (1854–1942). Odebrał bardzo staranne wykształcenie. Studiował leśnictwo w Monachium. Był znawcą literatury polskiej i obcej oraz historii. Po wybuchu I wojny światowej walczył w szeregach armii austro-węgierskiej w 2 Pułku Lansjerów księcia Schwarzenberga. W lipcu 1915 wrócił razem z żoną do Krakowa, gdzie awansował do stopnia oberleutnanta i objął komendanturę dwóch szpitali wojskowych, którymi zarządzał do końca wojny. Uczestnik, w stopniu porucznika, wojny polsko-czechosłowackiej o Śląsk Cieszyński. Podczas wojny polsko-bolszewickiej był w 8 Pułku Ułanów księcia Józefa Poniatowskiego, a następnie został adiutantem generała Maxima Weyganda. Po wojnie zajął się odbudową zrujnowanego w trakcie walk pałacu w Rudniku nad Sanem, w 1922 posiadał majątki ziemskie o powierzchni 11 370 ha.
Był jednym z założycieli Stronnictwa Zachowawczego. Hieronim Tarnowski był też wydawcą wraz z Konstantym Broel-Platerem, a później samodzielnie; oraz jednym z redaktorów pisma konserwatywno-monarchistycznego „PRO Fide, Rege et Lege” (1926–1928), kontynuującego tradycję: „Biuletynu Stronnictwa Zachowawczego” (1923–1925).
Po wybuchu II wojny światowej zaangażował się w działalność konspiracyjną. Ukrywał kilkoro Żydów (wśród nich prof. Ludwika Ehrlicha), a w październiku 1939 na krótko zaopiekował się pułkownikiem Tadeuszem Komorowskim. Po wkroczeniu wojsk radzieckich, w październiku 1944, na mocy decyzji nowo zainstalowanej władzy, został wywłaszczony, zmuszony do opuszczenia majątku i otrzymał zakaz powrotu. Początkowo znalazł schronienie w domu gajowego swojego zięcia w majątku Góra Ropczycka. Potem przeniósł się do Krakowa, gdzie pod opieką rodziny, pozostał do końca życia. Pochowany na Cmentarzu Rakowickim (kwatera Ł-płn-po lewej Czeczelów).
Był mężem Wandy z Zamoyskich (1892–1965) h. Jelita, z którą miał córkę Zofię (1917–2009) i synów Stanisława (1918–2006) oraz Artura (1930–2012).

## Publikacje
- Dziesięciolecie niepodległości, druk. Zakładów Drukarskich W. Piekarniaka, Warszawa, 1929[7].
- O niektórych zbieżnych przejawach życia politycznego we Francji i u nas i o ich konsekwencjach, wydawnictwo własne, Warszawa, 1927[8].

## Odznaczenia
- Krzyż za Obronę Śląska Cieszyńskiego II kl. (2 października 1919)[2],
- Medal Pamiątkowy za Obronę Śląska Cieszyńskiego.